# Centre for Maritime Research and Experimentation

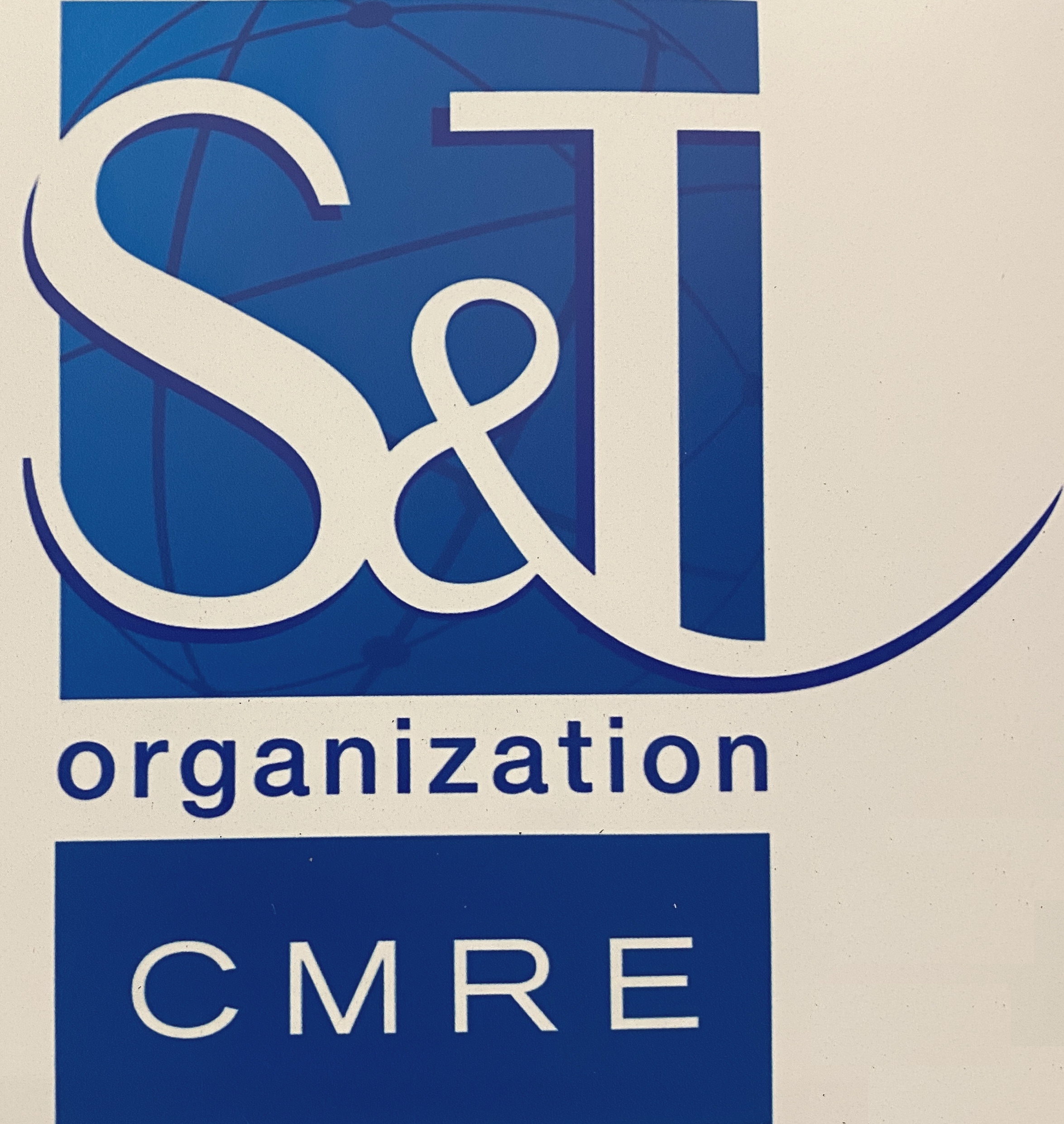

Das Centre for Maritime Research and Experimentation (CMRE), vormals NATO Undersea Research Centre (NURC), davor SACLANT Undersea Research Centre und SACLANT ASW Research Centre (SACLANTCEN), ist ein Forschungs- und Technologie-Zentrum der NATO. Es befasst sich seit 1959 mit der Erforschung militärischer Aspekte der Meeresforschung mit Schwerpunkt beim Wasserschall.
Das CMRE befindet sich in der norditalienischen Stadt La Spezia und ist dem Supreme Allied Commander Transformation (SACT) (vormals Supreme Allied Commander Atlantic SACLANT) in Norfolk, Virginia, USA unterstellt. Das CMRE wird von der Mehrzahl der NATO-Nationen direkt finanziert.
Das CMRE verfügt über zwei Forschungsschiffe, die größere Alliance und die kleinere Leonardo.

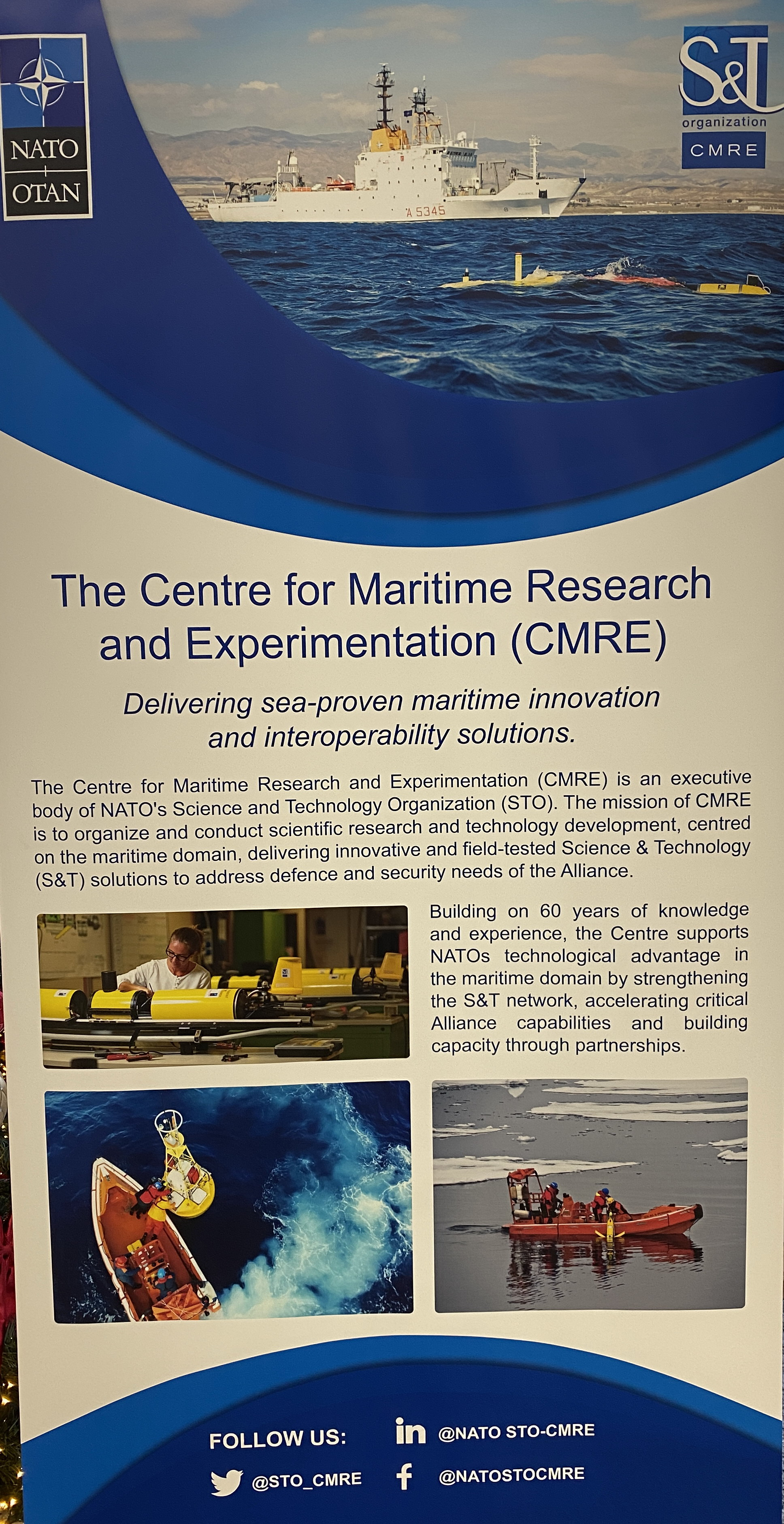
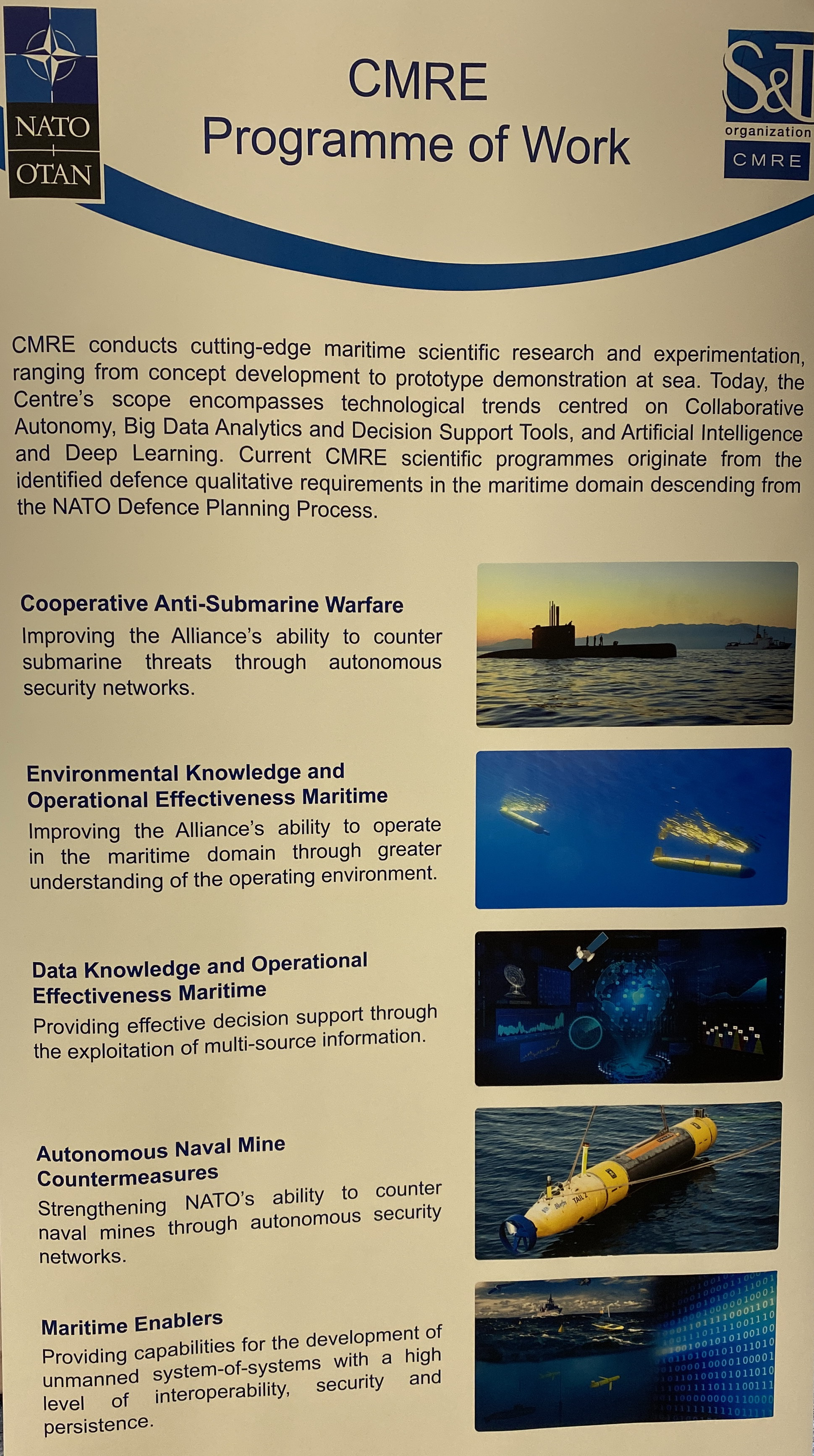
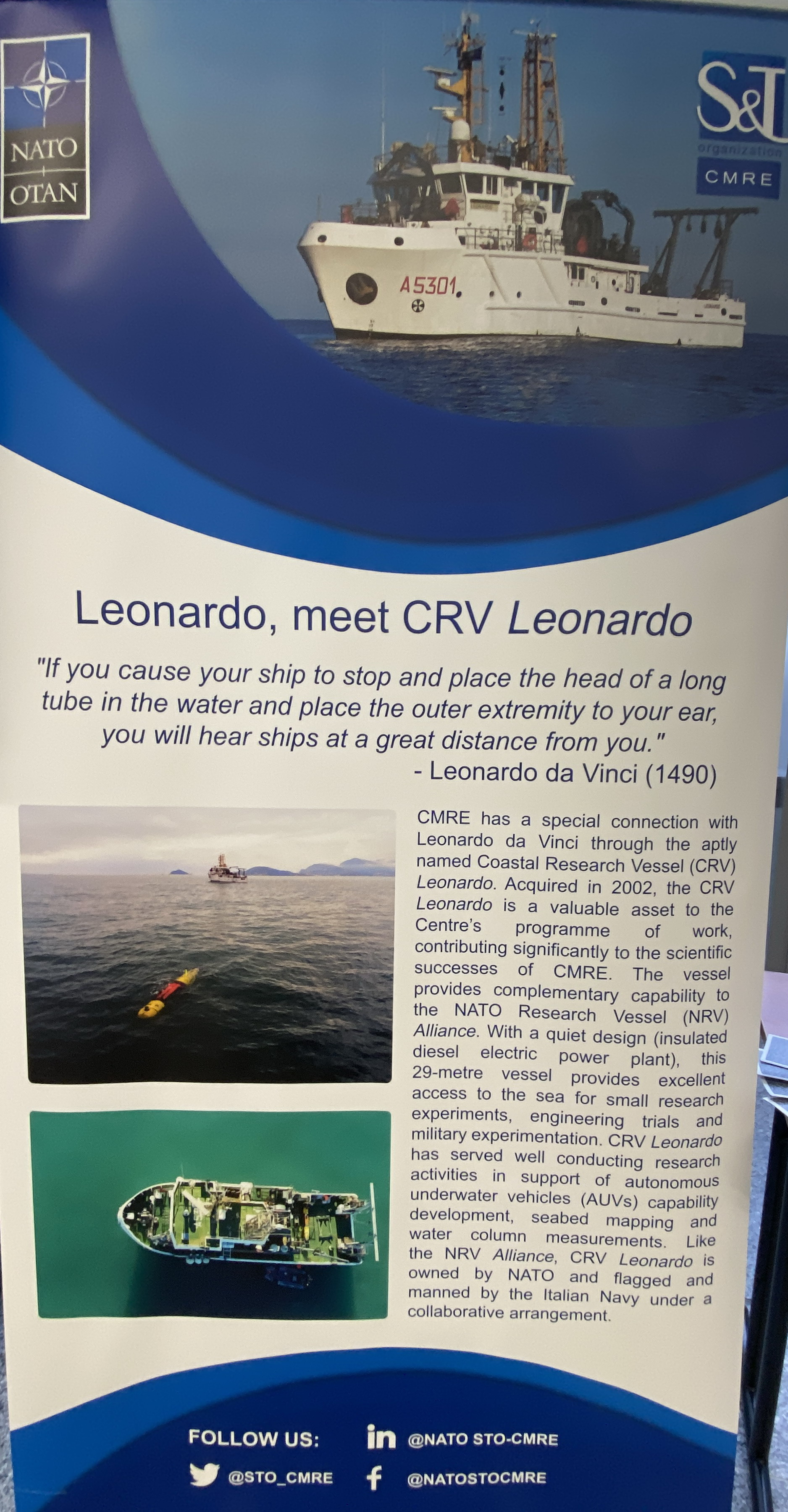
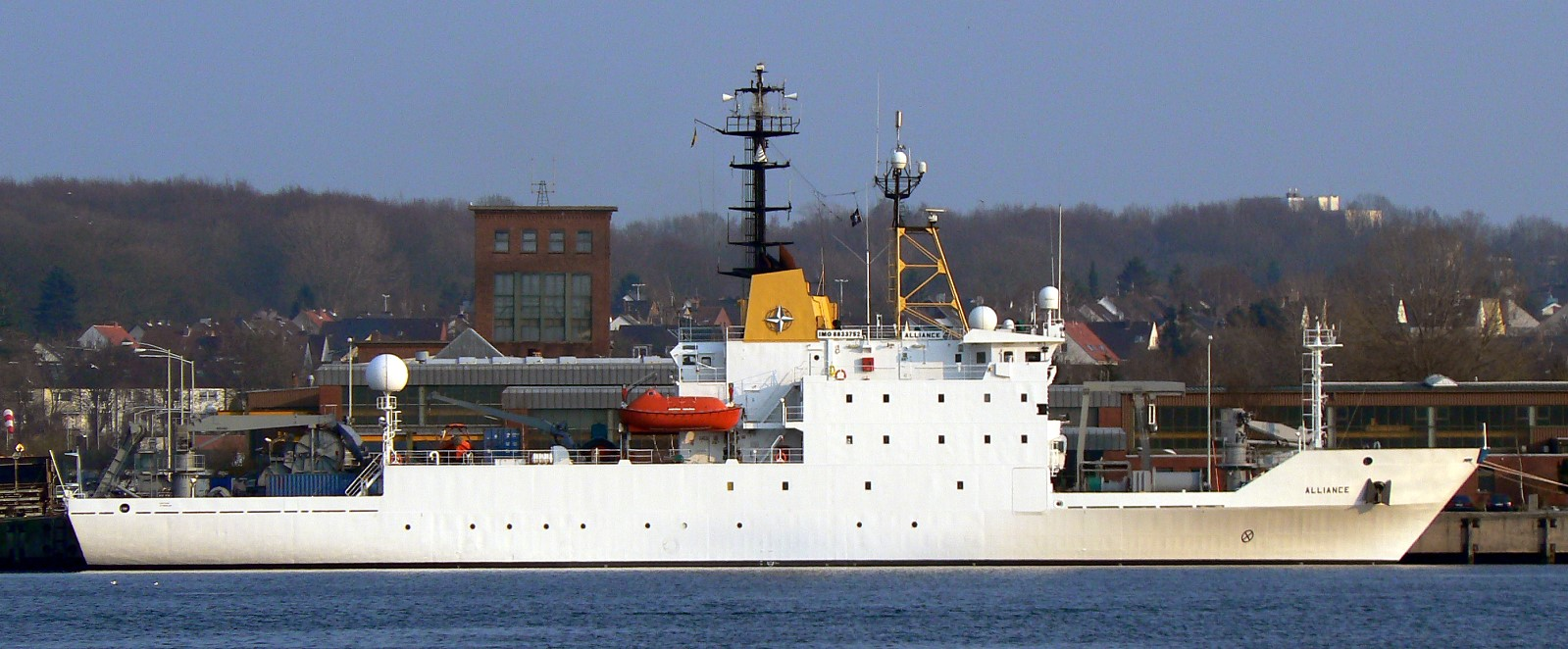
Das Forschungsschiff Alliance des CMRE